# Sherman Mitchell
Sherman "Sherm" Mitchell (circa 1930 - Flint (Michigan), 4 mei 2013) was een Amerikaanse jazz-trombonist, fluitist, altsaxofonist, componist en arrangeur.
Mitchells hoofdinstrument was de trombone. Hij speelde in Flint en Detroit en bracht onder eigen naam twee platen uit. Ook is hij te horen op opnames van Jerry Carr, Shawn "Thunder" Wallace en Francisco Mora Catlett. Mitchell zou Yusef Lateef ertoe hebben gebracht ook hobo te spelen.

## Discografie
- Far from Tranquil, Lamb Records, 1988 ('albumpick')
- Once upon a Lifetime (met Todd Carlon), Slim Records, 1991